# Tongrube Hüttwohl
Koordinaten: 50° 26′ 23,2″ N, 7° 37′ 12,4″ O
Die Tongrube Hüttwohl ist ein Naturschutzgebiet im Landkreis Mayen-Koblenz in Rheinland-Pfalz. Das 19 ha große, im Jahr 1980 als solches ausgewiesene Naturschutzgebiet liegt im Bendorfer Stadtwald im Nordwesten der Kannenbäcker Hochfläche, die Teil des Niederwesterwaldes ist. Die ehemalige Tongrube liegt direkt am ehemaligen Limes. Sie bietet Lebensraum für bedrohte Tiere und Pflanzen, die die Wasserflächen und Feuchtländereien zum Überleben brauchen.